# Opicapona
La opicapona, comercializada bajo la marca Ongentys, es un medicamento que se utiliza junto con la levodopa/carbidopa para tratar la enfermedad de Parkinson. Específicamente este medicamento se utiliza para la fluctuación de la función motora antes de la siguiente dosis de levodopa. Los beneficios son similares a los de la entacapona. Se toma por vía oral.
Los efectos secundarios de este medicamento incluyen dificultad para controlar el movimiento; otros efectos secundarios pueden incluir estreñimiento, presión arterial baja, pérdida de peso y degradación muscular.  Actúa mejorando los efectos de la levodopa y, por tanto, de la dopamina en las partes del cerebro que controlan el movimiento y la coordinación. Lo hace bloqueando una enzima implicada en la degradación de la levodopa llamada catecol-O-metiltransferasa.
Este medicamento fue aprobado para uso médico en Europa en 2016 y en Estados Unidos en el 2020. En el Reino Unido, un mes de medicación le cuesta al NHS alrededor de 94 libras esterlinas a partir de 2021. Esta cantidad en Estados Unidos cuesta unos 630 dólares estadounidenses.

## Contraindicaciones
Este fármaco está contraindicado en personas con cánceres que secretan catecolaminas (por ejemplo, epinefrina), como feocromocitoma o paraganglioma, porque como inhibidor de la COMT bloquea la degradación de las catecolaminas. Otras contraindicaciones son antecedentes de síndrome neuroléptico maligno (SNM) o rabdomiólisis no traumática, y combinación con inhibidores de la monoaminooxidasa que no se utilizan como antiparkinsonianos, debido a posibles interacciones farmacológicas.
Rara vez se han observado SNM y rabdomiólisis asociada con los antiguos inhibidores de la COMT, tolcapone y entacapona . Por lo general, esto ocurre poco después del inicio de una terapia complementaria con un inhibidor de la COMT cuando se ha reducido la dosis de levodopa, o después de la interrupción de un inhibidor de la COMT. 
La opicapone está contraindicada en personas con uso concomitante de inhibidores no selectivos de la monoaminooxidasa (MAO) o en personas con feocromocitoma, paraganglioma u otras neoplasias secretoras de catecolaminas.